# Гільзаї
Гільзаї (самоназва) — одне з племінних об'єднань пуштунів (афганців), за своєю роллю в країні посідає друге місце після племені дуррані. Належать до індо-середземноморської раси великої європеоїдної раси. Розмовляють діалектом східних пушту. За своїм віросповіданням є мусульманами-сунітами. Заселяють велику, переважно гірську територію на сході Афганістану, головним чином у районах Калат-і-Гільзаї й Газні. Чисельність становить понад 1,5 мільйони чоловік (за даними 1988 року). Поділяються на 2 гілки: західну — туран (племена хароті, токі, хотак й інші) та східну — ібрахімхель буран (племена сулейманхель, аліхель, сахак, андархель насар, таракхель й інші).
До західних гільзаї належать хотак або хотаки (бл. 80 тис. чол.), що проживають на північному сході від Кандагара й на південний схід від оази Газні. Інше плем'я — тохі (бл. 150 тис. чол.) живе у районі Калат-і-Гільзаї, в долинах річок Тарнак і Аргендаб, на північ від Хазараджата. Третє плем'я — андар (130 тис. чол.) — проживає в області Шильгар. Зі східних гільзаї найбільшим є плем'я сулейманхель (бл. 350 тис. чол.), яке проживає на півдні та південному сході від Кабула, до району Джелалабада. Сулейманхель, значною мірою, кочовий народ; частина племені займається караванною торгівлею. Плем'я аліхель (бл. 70 тис. чол.) живе переважно в районі міста Мукура займається землеробством.

## Історія
Етнонім гільзаїв походить від назви тюрків-халаджів, яких було асимільовано афганцями у середньовіччі. У першій половині XVIII століття їм вдалось домогтись політичної та військової переваги в Афганістані. У 1747 році увійшли до складу Дурранійської держави.

## Побут
Традиційні справи — оране землеробство і скотарство, в тому числі — відгінне. Зберігаються патріархально-феодальні відносини. У західних гільзаї до початку XIX століття склався феодальний стрій. Східні гільзаї донині живуть в умовах патріархально-феодального побуту. На чолі племені стоїть хан, на чолі роду — малік або машр. Традиційна культура — загальноафганська. Поступово включаються до процесу етнічної консолідації афганців. Основними типами житла є: у кочівників — шатер з вовняної тканини, в осілих жителів — глинобитний або складений з необпаленої цегли будинок.